# 英 (春秋)
英（えい）は、中国の周代に存在した諸侯国。皋陶の後裔によって樹立され、春秋時代になると、楚の付庸国となった後、楚の成王によって滅ぼされた。
『史記』巻14「十二諸侯年表」には、楚の成王惲は26年に英及び六を滅ぼしたと記載する。